# Beaucamps-Ligny
Beaucamps-Ligny é uma comuna francesa na região administrativa de Altos da França, no departamento do Norte. Estende-se por uma área de 5.04 km². Em 2010 a comuna tinha 874 habitantes (densidade: 173,4 hab./km²).